# Manuel Bosch
Manuel Bosch Rodríguez, también conocido como Manel Bosch, (n. en Badalona, Barcelona, España, 3 de marzo de 1956), es un ex baloncestista español que medía 1.84 cm y cuya posición en la cancha era la de base. 

## Equipos
- Joventut de Badalona (1973–1980)
- Centro Natación Helios (1980-1981)
- Club Baloncesto Zaragoza (1981–1985)
- Caja Bilbao (1985-1986)
- Club Baloncesto Breogán (1986–1988)
- Valencia Basket (1988–1989)

## Palmarés
- Liga Española con el Joventut Badalona (1978).
- Copa del Rey con el Joventut Badalona (1976).
- Copa del Rey con el Club Baloncesto Zaragoza (1984).